# ارل: نمایی از باغ میوه پرگل
ارل: نمایی از باغ پُرگل یکی از نقاشی‌هایی است که ونسان ون گوگ زمانی که در ارل زندگی می‌کرد در بهار سال ۱۸۸۹ با موضوع باغ‌های میوه پرگل کشید.

## نمایش
در سال ۱۸۹۰ ون گوگ این تابلو را در بین کارهای منتخبش برای نمایش در نمایشگاه گروه بیست نفره در بروکسل قرار داد.